# Kanton Montagrier
Kanton Montagrier (francouzsky Canton de Montagrier) je francouzský kanton v departementu Dordogne v regionu Akvitánie. Tvoří ho 11 obcí.

## Obce kantonu
- Celles
- Chapdeuil
- Creyssac
- Douchapt
- Grand-Brassac
- Montagrier
- Paussac-et-Saint-Vivien
- Saint-Just
- Saint-Victor
- Segonzac
- Tocane-Saint-Apre